# پریچارد (میسیسیپی)
پریچارد (به انگلیسی: Prichard) یک منطقهٔ مسکونی در ایالات متحده آمریکا است که در شهرستان تونیکا، میسیسیپی واقع شده‌است. پریچارد ۵۷٫۰ متر بالاتر از سطح دریا واقع شده‌است.